# Torneio Rio-São Paulo 1952
Das Torneio Rio-São Paulo 1952 war die fünfte Austragung des Torneio Rio-São Paulo, eines Fußballpokalwettbewerbs in Brasilien. Er wurde vom 2. Februar bis 19. Juni 1952 ausgetragen.

## Modus
Alle Klubs traten nur einmal gegeneinander an. Der punktbeste Klub wurde Turniersieger. Nach Austragung der Spiele waren Associação Portuguesa de Desportos und CR Vasco da Gama punktgleich. Da das Torverhältnis keine Auswirkung auf die Wertung hatte, musste die Meisterschaft in zwei Extrapartien entschieden werden. Hier konnte sich Portuguesa durchsetzen.

## Teilnehmer
Im Gegensatz zum Vorjahr wurde das Teilnehmerfeld von acht auf zehn aufgestockt. Davon kamen jeweils fünf aus Rio de Janeiro und São Paulo.
| Teilnehmer Rio de Janeiro | Teilnehmer São Paulo               |
| ------------------------- | ---------------------------------- |
| Bangu AC                  | SC Corinthians                     |
| Botafogo FR               | SE Palmeiras                       |
| CR Flamengo               | Associação Portuguesa de Desportos |
| Fluminense FC             | FC Santos                          |
| CR Vasco da Gama          | FC São Paulo                       |

## Tabelle
| Pl. | Verein                             | Sp. | S | U | N | Tore    | Diff. | Punkte |
| --- | ---------------------------------- | --- | - | - | - | ------- | ----- | ------ |
| 1.  | Associação Portuguesa de Desportos | 9   | 5 | 1 | 3 | 023:160 | +7    | 11     |
| 2.  | CR Vasco da Gama                   | 9   | 4 | 3 | 2 | 015:140 | +1    | 11     |
| 3.  | SC Corinthians                     | 9   | 5 | 0 | 4 | 021:150 | +6    | 10     |
| 4.  | Fluminense FC                      | 9   | 4 | 2 | 3 | 020:170 | +3    | 10     |
| 5.  | FC Santos                          | 9   | 5 | 0 | 4 | 020:190 | +1    | 10     |
| 6.  | Botafogo FR                        | 9   | 3 | 2 | 4 | 013:130 | ±0    | 08     |
| 7.  | FC São Paulo                       | 9   | 3 | 2 | 4 | 015:180 | −3    | 08     |
| 8.  | SE Palmeiras                       | 9   | 3 | 2 | 4 | 012:150 | −3    | 08     |
| 9.  | Bangu AC                           | 9   | 2 | 4 | 3 | 019:250 | −6    | 08     |
| 10. | CR Flamengo                        | 9   | 2 | 2 | 5 | 014:200 | −6    | 06     |

## Kreuztabelle
| 1952        | Bangu | Botafogo |     | Flamengo | Fluminense | Palmeiras | Portuguesa | Santos | São Paulo | Vasco |
| ----------- | ----- | -------- | --- | -------- | ---------- | --------- | ---------- | ------ | --------- | ----- |
| Bangu       | –     |          | 0:5 | 3:3      |            |           |            | 3:2    | 2:2       |       |
| Botafogo    | 3:3   | –        |     | 2:2      | 2:0        |           | 0:1        | 2:1    |           |       |
| Corinthians |       | 0:2      | –   | 3:1      | 4:2        |           |            |        | 2:1       |       |
| Flamengo    |       |          |     | –        |            | 2:1       | 1:0        |        | 2:3       |       |
| Fluminense  | 1:0   |          |     | 3:2      | –          | 2:2       |            |        | 4:0       |       |
| Palmeiras   | 1:4   |          | 2:1 |          |            | –         |            |        |           | 2:0   |
| Portuguesa  | 5:1   | 2:1      | 3:2 |          | 2:4        | 3:2       | –          | 5:1    |           |       |
| Santos      |       |          | 4:2 | 4:1      | 3:2        | 2:0       |            | –      | 2:1       |       |
| São Paulo   |       | 2:0      |     |          |            | 1:1       | 3:2        |        | –         | 2:3   |
| Vasco       | 3:3   | 2:1      | 0:2 | 1:0      | 2:2        |           | 1:1        | 3:1    |           | –     |

## Entscheidungsspiele

### Hinspiel
| Associação Portuguesa de Desportos               | Associação Portuguesa de Desportos | CR Vasco da Gama | CR Vasco da Gama |
| ------------------------------------------------ | --- | --- | ---------------- |
| Associação Portuguesa de Desportos               | \| 15. Juni 1952 in São Paulo (Estádio do Pacaembu) \| \| Ergebnis: 4:2 \| \| Schiedsrichter: Sidney Jones ( England) \|                                         | \| 15. Juni 1952 in São Paulo (Estádio do Pacaembu) \| \| Ergebnis: 4:2 \| \| Schiedsrichter: Sidney Jones ( England) \|                 | CR Vasco da Gama |
| Associação Portuguesa de Desportos               | Muca – Nena, Noronha – Djalma Santos, Brandãozinho, Otacílio – Julinho, Renato Violani, Nininho, Pinga, Simão Reserve Paschoalino Manduco Cheftrainer: Jim López | Ernâni – Bellini, Wilson – Lola, Ely, Jorge – Friaça, Maneca, Ademir, Ipojucan, Jansen Reserve Edmur Ribeiro Cheftrainer: Gentil Cardoso | CR Vasco da Gama |
| Associação Portuguesa de Desportos               | Nininho Pinga Julinho | Ademir Maneca | CR Vasco da Gama |
| 15. Juni 1952 in São Paulo (Estádio do Pacaembu) | | |                  |
| Ergebnis: 4:2                                    | | |                  |
| Schiedsrichter: Sidney Jones ( England)          | | |                  |

### Rückspiel
| CR Vasco da Gama                           | CR Vasco da Gama | Associação Portuguesa de Desportos | Associação Portuguesa de Desportos |
| ------------------------------------------ | --- | --- | ---------------------------------- |
| CR Vasco da Gama                           | \| 19. Juni 1952 in Rio de Janeiro (Maracanã) \| \| Ergebnis: 2:2 (0:0) \| \| Zuschauer: 40.000 \| \| Schiedsrichter: Sidney Jones ( England) \|     | \| 19. Juni 1952 in Rio de Janeiro (Maracanã) \| \| Ergebnis: 2:2 (0:0) \| \| Zuschauer: 40.000 \| \| Schiedsrichter: Sidney Jones ( England) \|                  | Associação Portuguesa de Desportos |
| CR Vasco da Gama                           | Ernâni – Bellini , Wilson – Ely, Danilo Alvim, Jorge – Friaça, Maneca, Ademir, Ipojucan, Jansen Reserve Augusto , Dejair Cheftrainer: Gentil Cardoso | Muca – Nena, Noronha – Djalma Santos, Brandãozinho, Otacílio – Julinho, Renato Violani , Nininho, Pinga, Simão Reserve Lindolfo , Leopoldo Cheftrainer: Jim López | Associação Portuguesa de Desportos |
| CR Vasco da Gama                           | 1:0 Ademir (50.) 2:2 Maneca (?.) | 1:1 Pinga (54.) 1:2 Pinga (60.) | Associação Portuguesa de Desportos |
| CR Vasco da Gama                           | Platzverweis: Friaça | | Associação Portuguesa de Desportos |
| 19. Juni 1952 in Rio de Janeiro (Maracanã) | | |                                    |
| Ergebnis: 2:2 (0:0)                        | | |                                    |
| Zuschauer: 40.000                          | | |                                    |
| Schiedsrichter: Sidney Jones ( England)    | | |                                    |

## Die Meistermannschaft
| 1. Titel | Associação Portuguesa de Desportos |
|          | - Tor: Muca, Lindolfo - Abwehr: Nena Noronha - Mittelfeld: Djalma Santos, Brandãozinho, Otacílio, Leopoldo, Paschoalino Manduco - Angriff: Julinho, Renato Violani, Nininho, Pinga, Simão - Trainer: Jim López |

## Torschützenliste
| Pl. | Nat.        | Spieler             | Klub                               | Tore |
| --- | ----------- | ------------------- | ---------------------------------- | ---- |
| 1   | Brasilianer | Pinga               | Associação Portuguesa de Desportos | 11   |
| 2   | Brasilianer | Baltazar            | SC Corinthians                     | 9    |
| 3   | Brasilianer | Nívio Gabrich       | Bangu AC                           | 7    |
|     | Brasilianer | Rubens              | CR Vasco da Gama                   | 7    |
| 5   | Brasilianer | Julinho             | Associação Portuguesa de Desportos | 6    |
|     | Brasilianer | Francisco Rodrigues | SE Palmeiras                       | 6    |